# Michał Kazimierz Pac

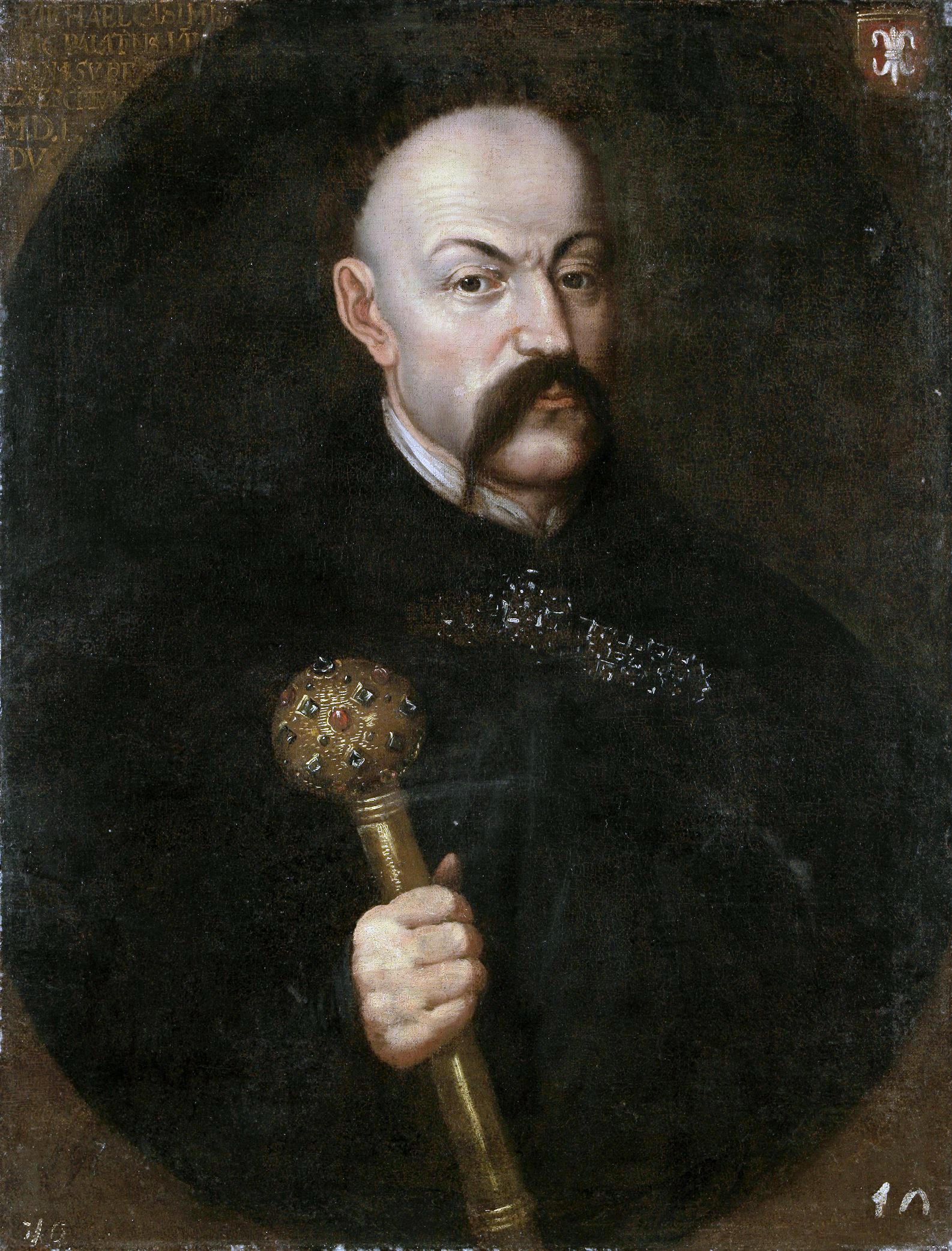
Michał Kazimierz Pac

Michał Kazimierz Pac (lit. Mykolas Kazimieras Pacas; * 1624; † 1682) war ein Hetman des Großfürstentums Litauen,  Woiwode von Vilnius. Er stammt aus dem Geschlecht der Pac (litauisch Pacai), einer der wichtigsten litauischen Adelsfamilien der Republik der polnischen Krone und des Großfürstentums Litauen.

## Karriere
Pac war von 1662 bis 1667 als Feld-Hetman für die Grenzsicherung im Osten und Süden des Großfürstentums Litauen zuständig und ab 1667 bis zu seinem Tode 1682 Groß-Hetman, Oberbefehlshaber für das Großfürstentum Litauen und oberster militärischer Repräsentant des polnischen Königs (zugleich litauischer Großfürst) in der litauischen Hauptstadt Vilnius. Zusätzlich übernahm er ab 1669 das Amt des Wojwoden von Vilnius, also des obersten Verwalters der Provinz Vilnius.

## Tätigkeit
Sein Name ist bis heute verbunden mit dem Bau der barocken St.-Peter-und-Paul-Kirche. Diese Kirche im Vilniusser Stadtteil Antakalnis sollte als sein Vermächtnis dienen. Sie stellt zusammen mit dem Vermächtnis seines Vetters Krzysztof Zygmunt Pac (lit. Kristupas Zigmantas Pacas), dem Kloster Pažaislis, eines der bedeutendsten Bauwerke des Hochbarock in Litauen dar, insbesondere durch die meisterhaften Stuckarbeiten im Kircheninneren.